# Dianthus afghanicus
Dianthus afghanicus  är en nejlikväxt som beskrevs av Karl Heinz Rechinger.
Dianthus afghanicus ingår i släktet nejlikor, och familjen nejlikväxter. 
Inga underarter finns listade i Catalogue of Life.